# Puzzle/Revive
Puzzle/Revive è un singolo della cantante giapponese Mai Kuraki, pubblicato nel 2009 ed estratto dalla raccolta All My Best.

## Tracce
1. Puzzle – 3:59
2. Revive – 4:42
3. Puzzle (Instrumental) – 3:59
4. Revive (Instrumental) – 4:39